# NGC 4845
NGC 4845 هي مجرة تتبع كوكبة العذراء. اكتشفها ويليام هيرشل في 24 فبراير 1786.

## روابط خارجية
- NGC 4845 على موقع ويكي سكاي: DSS2, SDSS, GALEX, IRAS, Hydrogen α, X-Ray, Astrophoto, Sky Map, Articles and images